# 後免町
後免町（ごめんちょう）は、高知県長岡郡にあった町。現在の南国市の中心部および北半にあたる。

## 由来
江戸時代初期の土佐藩の家老だった野中兼山が、新田開発を行って移住した者の税や労役を免除する特権を与え、租税が免除される土地として「御免」という地名から転じて、町の名前になったとされる。

## 地理
- 山岳：高尻木山、笹ヶ峰
- 河川：国分川（新改川）、領石川、穴内川

## 歴史
- 1889年（明治22年）4月1日 - 町村制の施行により、近世以来の御免町が単独で自治体を形成して後免町（第1次）が発足。
- 1956年（昭和31年）9月30日 - 上倉村・瓶岩村・久礼田村・国府村・長岡村と合併し、改めて後免町（第2次）が発足。旧町域は大字なしの区域となる。
- 1959年（昭和34年）10月1日 - 香長村・野田村・岡豊村・香美郡岩村と合併して南国市が発足。同日後免町廃止。大字なしの区域は同市後免町となる。
- 1982年（昭和57年）3月1日 - 後免町の一部で住居表示を実施。後免町（ごめんまち）一丁目 - 四丁目を新設。

## 交通

### 鉄道路線
- 日本国有鉄道
  - 土讃線：土佐長岡駅 - 後免駅
- 土佐電気鉄道
  - 安芸線：後免駅
  - 後免線：後免東町停留場 - 後免中町停留場 - 後免西町通停留場

現在は後免駅に土佐くろしお鉄道阿佐線（ごめん・なはり線）が乗り入れるが、当時は未開業。

### 道路
- 国道32号
- 国道195号

現在は旧町域に高知自動車道の南国インターチェンジが所在するが、当時は未開通。